# Dan K. McNeill
Dan K. McNeill General estadounidense. Dan McNeill asume el mando de la Fuerza Internacional de Asistencia para la Seguridad el 4 de febrero de 2007, tras un período de servicio como comandante general del Ejército de los EE. UU. y el mando del Ejército de EE. UU.

## Carrera militar
Fue comisionado como segundo teniente de Infantería a través del programa ROTC en la Universidad Estatal de Carolina del Norte, donde se graduó con una licenciatura en Ciencias en 1968. Su educación formal es consistente con la de un oficial de infantería de carrera e incluye la graduación en la Escuela Superior de Guerra de los Estados Unidos en 1989.
El general McNeill ha ordenado a las unidades de infantería del aire en la compañía, batallón, brigada, división, y los niveles de los distintos cuerpos. Su servicio como oficial de personal incluye visitas como un S3 o G3 en la brigada, división, y los niveles de los cuerpos.
Como un oficial general, el general McNeill ha servido en misiones como Comandante Adjunto de la División, Comandante de División, Jefe del Estado Mayor del Cuerpo, segundo Comandante del Cuerpo y el Comandante del Cuerpo. Excursiones en la República de Vietnam, República de Corea, Italia, Arabia Saudí / Irak, Afganistán, y numerosos cargos ha brindado el general McNeill.
En las Operaciones Causa Justa, Escudo del Desierto / Tormenta del Desierto, Uphold democracy, y Libertad Duradera ha dado la experiencia general McNeill en el combate conjunto y combinado y en operaciones de estabilización. El general McNeill se desempeñó anteriormente en Afganistán como Comandante de la Fuerza de Tarea Conjunta Combinada 180.